# Забайкальская краевая филармония
Забайкальская краевая филармония имени О. Л. Лундстрема — краевое учреждение культуры в Чите, Забайкальский край. Основана в 1961 году.

## История
В 1961 году по инициативе концертно-эстрадного бюро, в городе Чите, принято решение о создании Читинской областной филармонии. 
В ноябре 2008 года данное учреждение культуры было удостоено статуса краевого государственного учреждения. Филармонии было передано для использования новое здание на улице Бутина, дом №51, в котором расположился большой комфортный концертный зал на 751 посадочное место. В этом же здании обустроен уютный Органный зал на 150 зрительских мест, Камерный зал, Балетный класс, просторное фойе, где организуются и проводятся презентации, выставки и пресс-конференции. На базе филармонии свою деятельность осуществляет цирк "Шапито".  
Забайкальская филармония является главным учреждением, которое занимается организацией концертной и гастрольной деятельностью в этом субъекте Российской Федерации. По инициативе и при активном участии администрации филармонии были организованы и проведены гастроли и концерты многих известных исполнителей, сюда приезжали: альтист и дирижер Юрий Башмет, Государственный камерный оркестр джазовой музыки (дирижер – Олег Лундстрем), Мстислав Ростропович, Святослав Рихтер, Даниил Шафран и другие музыканты. Каждый месяц на площадках учреждения проводятся свыше 60 различных мероприятий, больше 15000 зрителей посещают залы и помещения филармонии ежемесячно. 
Решением Законодательного Собрания Забайкальского края от 20 июля 2016 года филармонии присвоено имя знаменитого джазмена, основателя русского джаза Олега Леонидовича Лундстрема.

## Музыкальные коллективы и солисты
В учреждении созданы и работают различные музыкальные коллективы:
- Вокальный коллектив «FORTE»
- Режиссёрская группа
- Государственный камерный оркестр Забайкальской краевой филармонии имени О. Л. Лундстрема
- Jazzband «ВluesTime»
- Русский инструментальный ансамбль имени Н. П. Будашкина
- «Академия маленьких гениев»
- Эстрадно-джазовая группа «JAM»
- Квартет «Гранат»
- Трио «Primario»
- Джазовый дуэт «BluesTime»
- «Sotto Voce»
- Елена Есина — орган
- Максим Среда — тенор.